# Bijača (nekropola)
| Nekropola Bijača |  | Nekropola Bijača |
| Nekropola Bijača |  |                  |

Nekropola Bijača nalazi se neposredno uz cestu Ljubuški - Vid, pored mjesta Bijača, na lokalitetu Dilić.
Broj spomenika koji su datirani u 14. i 15. stoljeće nekada je bio veći: dio ih je ugrađen u obližnju cestu izgrađenu 1931., a jedan se nalazi u Arheološkoj zbirci Franjevačkoga samostana u Humcu. Danas je sačuvanih 34 spomenika: 19 škrinja, 14 ploča te 1 sljemenjak, a od ukupnog broja, 17 ih je ukrašeno. Najčešći motivi na spomenicima su povijene lozice s trolistovima, zatim križevi i štitovi s mačevima, te vrpce, arkade, prikazi ljudskih figura, kola i lova, tako da nekropola ima važnu likovnu vrijednost. Spomenici se pripisuju obitelji knezova Rupčića, a postavljeni su u smjeru sjeverozapad–jugoistok.
Kako je cijeli lokalitet bio zapušten, pod pokroviteljstvom Ogranka Matice hrvatske Ljubuški 2010. pristupilo se obilježavanju i osiguravanju prilaza uz cestu, te tiskanju prigodnog vodiča. Čišćenje, uređenje, restauracija i konzervacija grobišta napravljena je 2013.
Povjerenstvo za očuvanje nacionalnih spomenika lokalitet je 26. listopada 2010. proglasilo nacionalnim spomenikom Bosne i Hercegovine, te ga uvrštava na popis ugroženih spomenika BiH. Lokalitet Dilić uvršten je na popis 30 UNESCO-ovih zaštićenih lokaliteta grobalja sa stećcima u Bosni i Hercegovini, Hrvatskoj, Crnoj Gori i Srbiji.
Nekropola pored Bijače jedan je od sedam lokaliteta na području Ljubuškoga na kojima je registirano ukupno 214 stećaka, od kojih je 88 ploča, 78 sanduka, 1 sanduk s postoljem, 9 sarkofaga, te 48 ploča i sanduka bez pojedinačnog opisa.